# Pterophorus lamottei
Pterophorus lamottei là một loài bướm đêm thuộc họ Pterophoridae. Nó được tìm thấy ở Guinea Xích Đạo.